# Совет муниципального образования городского округа «Сыктывкар»
Совет МО ГО «Сыктывкар» — представительный орган муниципального образования городского округа «Сыктывкар», состоящий из 30 депутатов, избираемых сроком на 5 лет.

## Структура

### Руководство
Руководителем Совета города, как представительного органа местного самоуправления, так и юридического лица, является председатель Совета муниципального образования городского округа «Сыктывкар».

### Комиссии
По отдельным направлениям деятельности в Совете городского округа из состава депутатов сформированы постоянные комиссии. Количество, названия, функции и полномочия постоянных комиссий, а также организация их работы определяются Регламентом работы Совета городского округа и Положениями о постоянных комиссиях, принимаемыми Советом городского округа.
В действующем созыве созданы и действуют три постоянные комиссии Совета: по социальным вопросам; по бюджету, налогам и экономическому развитию, а также по городскому хозяйству.

## История

### V созыв (2015—2020)
|                     |                             |                  |
| Фракция             | Руководитель                | Кол-во депутатов |
| Единая Россия       | Тарасов Сергей Владимирович | 25               |
| ЛДПР                | Гобанов Михаил Алексеевич   | 2                |
| Справедливая Россия | Богдан Вячеслав Янович      | 2                |
| КПРФ                | Богданов Илья Алексеевич    | 1                |

### VI созыв (2020—настоящее время)
|                     |                               |                  |
| Фракция             | Руководитель                  | Кол-во депутатов |
| Единая Россия       | Кулаков Сергей Анатольевич    | 20               |
| КПРФ                | Стрекалова Валерия Алексеевна | 4                |
| ЛДПР                | TBA                           | 2                |
| Справедливая Россия | Беляев Дмитрий Анатольевич    | 2                |
| Родина              | TBA                           | 2                |